# Thonailleur
Un thonailleur est un bateau de pêche d'une longueur maximale de 18 mètres pêchant au large des côtes à l'aide entre autres d'un filet droit dénommé thonaille, engin dormant positionné en surface et destiné à la pêche du thon rouge.
La réglementation de l'UE interdit l'usage des filets maillants dérivants dont la thonaille depuis 2002.

## Historique
Les barques longue utilisée pour la pêche à la thonaille, ou courantille volante, sont décrites depuis l’Antiquité. Aristote la mentionne mais c’est surtout d’autres comme Oppien qui décrivent la technique en usage dans les colonies grecques et romaines de la Méditerranée. Mais elle était également connue des Gaulois qui, avec les Grecs, pratiquaient le filet dérivant pour capturer des thons en haute mer. Cette pratique était attestée dans une zone allant des Bouches du Rhône jusque dans la mer Ligurienne.
Depuis la création des prud’homies méditerranéennes, en 1431, la pêche au thon avec des thonailleurs est réglementée. Cet auto-contrôle a apporté une grande stabilité au matériel qui n’a que peu évolué depuis.
Au XIXe siècle, il est attesté l’existence d’environ 200 bateaux qui pratiquait cette technique en Provence. Elle reste répandu malgré une interruption à la Seconde Guerre mondiale, mais commença à décliner à partir des années 1960. Coûteuse en investissement par rapport à ses bénéfices, elle disparait presque.
Mais dans les année 1990, grâce à une évolution favorable des prix du marché du thon rouge et à une ressource importante car négligée par les thoniers senneurs qui vont vers des secteurs de production plus hauturiers, la flottille se reforme pour atteindre une cinquantaine de bateau en 1996 et 69 attestés en 2006.